# Daryl Dike
Daryl Enyinnaya Dike (ur. 3 czerwca 2000 w Edmond) – amerykański piłkarz pochodzenia nigeryjskiego występujący na pozycji napastnika, reprezentant Stanów Zjednoczonych, od 2022 roku zawodnik angielskiego West Bromwich Albion.
Jego rodzice pochodzą z Nigerii. Jego brat Bright Dike i kuzyn Emmanuel Emenike również byli piłkarzami, a siostra Courtney Dike – piłkarką.